# 大津雄一 (実業家)

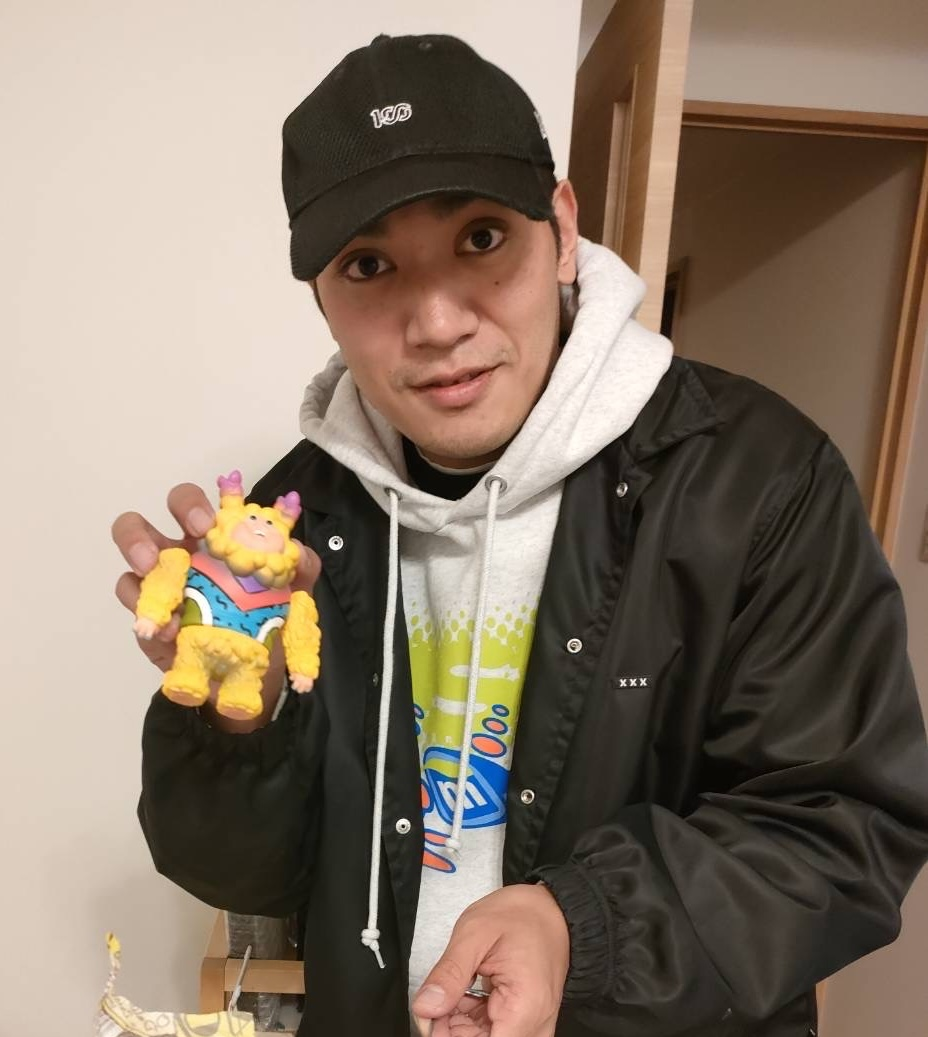
大津雄一

大津 雄一（おおつ ゆういち、1989年〈平成元年〉10月31日 - ）は、日本の実業家。熊本県に所在する温浴施設「熊本城サウナ 城の湯」の代表を務めるほか、大陽紙業株式会社の常務取締役にも就任している
福岡県に生まれ、大阪府寝屋川市で育つ。同志社大学政策学部を2012年に卒業。在学中は音楽活動も行っていた。
卒業後は三菱重工グループの物流機器メーカーに勤務。ビジネス経験を重ねた後、熊本に拠点を移し、2023年にゴールドアゲイン株式会社の取締役社長、大陽紙業株式会社の常務取締役、豊栄産業株式会社の取締役会長に就任する。
2025年には、父親が経営していた熊本市西区の天然温泉施設「城の湯」の経営を引き継ぎ、老朽化に伴う全面改修を実施。同年4月26日、「熊本城サウナ 城の湯」としてリニューアルオープンし、代表を務めている。大津は「城の湯の名前を残したかった」と述べており、伝統と革新を融合した再出発として地元メディアにも注目された。
2025年6月には、「スーパーホテルPremier阿蘇熊本空港」など熊本県内の宿泊施設でも「城の湯」の源泉が使用されており、同名源泉としての知名度が広がっている。

## 学歴
- 同志社大学政策学部 卒業（2012年）

## 現職
- ゴールドアゲイン株式会社 取締役社長
- 大陽紙業株式会社 常務取締役
- 豊栄産業株式会社 取締役会長
- 熊本城サウナ 城の湯 代表
- サンパック株式会社　代表取締役